# 滑顶薄壳鸟蛤
滑顶薄壳鸟蛤（学名：Fulvia mutica），又名日本鳥尾蛤，是帘蛤目鸟尾蛤科薄壳鸟蛤属的一种。

## 分佈
主要分布於日本（北海道除外）、朝鮮半島、中国大陆、台湾。常栖息在水深0－57米的內灣泥地內生息。在日本，甚至有漁民在東京湾、三河湾、伊勢湾、瀨戶內海等海域建立養殖場。

## 外部連結
- 京都府立海洋中心 （页面存档备份，存于）：トリガイ （页面存档备份，存于）
- 香川縣官方網址 （页面存档备份，存于）：トリガイ （页面存档备份，存于）